# Chim sâu bụng vạch
Chim sâu bụng vạch hay chim sâu huyệt vàng (danh pháp hai phần: Dicaeum chrysorrheum) là một loài chim thuộc chi Dicaeum trong họ Chim sâu. Nó được tìm thấy tại Bangladesh, Bhutan, Brunei, Campuchia, Trung Quốc, Ấn Độ, Indonesia, Lào, Malaysia, Myanma, Nepal, Singapore, Thái Lan, Việt Nam. Môi trường sống tự nhiên của nó là rừng đất thấp ẩm cận nhiệt đới hoặc ẩm đất thấp nhiệt đới và rừng núi cận nhiệt đới hoặc nhiệt đới.